# Arthur Fitton
George Arthur Fitton (30 tháng 5 năm 1902 – 10 tháng 9 năm 1984) là một cầu thủ bóng đá người Anh và vận động viên cricket. Ông thường thi đấu ở vị trí ở vị trí tiền đạo. Ông sinh ra ở Melton Mowbray, Leicestershire, thi đấu cho West Bromwich Albion, Preston North End, và Manchester United.
Ông cũng thi đấu cricket cho Staffordshire tại Minor Counties Championship, với vị trí batsman thuận tay trái và thỉnh thoảng là wicket-keeper, thi đấu từ năm 1927 đến năm 1934, có 25 lần ra sân.